# Franco Andreoli
Franco Andreoli (1915. december 2. – 2009. február 5.) svájci labdarúgócsatár, edző.